# Regionala CFR București
Regionala CFR București este una din cele opt regionale ale CFR. Are sediul central pe strada Piața Gării de Nord nr. 1-3, în sectorul 1 din București.
Regionala deservește orașul București, județele Dâmbovița, Giurgiu, Prahova, parțial județele Călărași și Ialomița.